# Оримон
Оримон (фр. Aurimont) насеље је и општина у јужној Француској у региону Миди Пирене, у департману Жерс која припада префектури Ош.
По подацима из 2011. године у општини је живело 217 становника, а густина насељености је износила 26,89 становника/km². Општина се простире на површини од 8,07 km². Налази се на средњој надморској висини од 180 метара (максималној 235 m, а минималној 157 m).

## Демографија
| 1962. | 1968. | 1975. | 1982. | 1990. | 1999. | 2011. |
| ----- | ----- | ----- | ----- | ----- | ----- | ----- |
| 89    | 143   | 107   | 123   | 119   | 134   | 217   |

График промене броја становника у току последњих година